# Cuộc đua xe đạp tranh Cúp truyền hình Thành phố Hồ Chí Minh 1997
Cuộc đua xe đạp toàn quốc tranh Cúp truyền hình Thành phố Hồ Chí Minh 1997 là giải đấu lần thứ chín của Cuộc đua xe đạp toàn quốc tranh Cúp truyền hình Thành phố Hồ Chí Minh do Đài Truyền hình Thành phố Hồ Chí Minh và Tổng cục Thể dục thể thao Việt Nam phối hợp tổ chức, diễn ra từ ngày 25 tháng 4 đến ngày 30 tháng 4 năm 1997. Cuộc đua bao gồm 5 chặng với tổng lộ trình 706 km, đi từ Thành phố Hồ Chí Minh qua các thành phố Phan Thiết, Phan Rang, Đà Lạt, Bảo Lộc và về lại Thành phố Hồ Chí Minh.

## Danh sách tham dự
Danh sách này không đầy đủ, bạn cũng có thể giúp mở rộng danh sách.
- Cảng Sài Gòn
- Công an Thành phố Hồ Chí Minh
- Đồng Tháp
- Hà Nội

## Lộ trình và kết quả từng chặng
So với năm trước, cuộc đua lần này đã bỏ qua một vòng đua quanh hồ Xuân Hương (Đà Lạt).
| Chặng | Ngày       | Đoạn đường                                       | Cự ly           | Nhất chặng                  |
| ----- | ---------- | ------------------------------------------------ | --------------- | --------------------------- |
| 1     | 25 tháng 4 | Thành phố Hồ Chí Minh đi Phan Thiết (Bình Thuận) | 179 km          | Đỗ Thành Đạt (Cảng Sài Gòn) |
| 2     | 26 tháng 4 | Phan Thiết đi Phan Rang (Ninh Thuận)             | 147 km          |                             |
| 3     | 27 tháng 4 | Phan Rang đi Đà Lạt (Lâm Đồng, đèo Ngoạn Mục)    | 121 km          | Mai Công Hiếu (Đồng Tháp)   |
| —     | 28 tháng 4 | Nghỉ tại Đà Lạt                                  | Nghỉ tại Đà Lạt | Nghỉ tại Đà Lạt             |
| 4     | 29 tháng 4 | Đà Lạt đi Bảo Lộc (Lâm Đồng)                     | 101 km          | Hồng Anh Quân (Hà Nội)      |
| 5     | 30 tháng 4 | Bảo Lộc đi Thành phố Hồ Chí Minh                 | 160 km          |                             |

## Xếp hạng chung cuộc
|               | Vận động viên                 | Đội                           |
| ------------- | ----------------------------- | ----------------------------- |
| Áo vàng       | Trương Quốc Thắng             | Công an Thành phố Hồ Chí Minh |
| Áo chấm đỏ    | Mai Công Hiếu                 | Đồng Tháp                     |
| Áo xanh       | Hồng Anh Quân                 | Hà Nội                        |
| Giải đồng đội | Công an Thành phố Hồ Chí Minh | Công an Thành phố Hồ Chí Minh |

## Nhà tài trợ
- Pepsi (Công ty nước giải khát quốc tế IBC)[1]